# Vinicio Capossela
Vinicio Capossela (* 14. prosince 1965) je italský zpěvák a multiinstrumentalista, hrající na kytaru, klavír, akordeon a různé perkusní nástroje. Narodil se italským rodičům v německém Hannoveru, ale brzy se odstěhovali do italského regionu Emilia-Romagna. Počínaje rokem 1987 žije v Miláně. Do značné míry je inspirován americkým hudebníkem Tomem Waitsem, nahrál i několik coververzí jeho písní. Rovněž byl označován za spojovací most mezi Paolem Contem a Waitsem. V roce 2017 získal cenu Premio Tenco.